# Эйсмунтас, Эдуардас Адольфович
Эдуардас Эйсмунтас (лит. Eduardas Eismuntas; 15 марта 1932, Каунас — 2019, Вильнюс) — советский хозяйственный, государственный и политический деятель Литовской ССР, генерал-майор.

## Биография
Родился в 1932 году в Каунасе. Член КПСС.
С 1950 года — на хозяйственной, общественной и политической работе. В 1950—1990 гг. — помощник оперуполномоченного 4-го отделения Отдела «2-Н» УМГБ Литовской ССР по Каунасской области, оперуполномоченный спецгруппы УМГБ, старший оперуполномоченный 4-го отделения отдела МВД по Каунасу, оперуполномоченный 2-го, 1-го отделения, старший оперуполномоченный 1-го отделения 1-го отдела (разведки) КГБ при СМ Литовской ССР, начальник отделения и заместитель начальника отдела во 2-м Управлении (контрразведка) КГБ при СМ Литовской ССР, старший оперуполномоченный 1-го, 2-го отделения, начальник 1-го отделения 5-го отдела (идеологической контрразведки) КГБ, заместитель начальника 5-го отдела КГБ при СМ Литовской ССР, заместитель начальника 2-го отдела 5-го Управления КГБ СССР, начальник 3-го отдела 5-го Управления КГБ СССР, председатель КГБ Литовской ССР.
Избирался депутатом Верховного Совета Литовской ССР 11-го созыва.
Умер в Вильнюсе в 2019 году (источник?).